# Naranjos Amatlán
Naranjos Amatlán è una municipalità dello stato di Veracruz, nel Messico centrale, il cui capoluogo è la località omonima.
Conta 28.295 abitanti (2015) e ha una estensione di 135,86 km². 		
Il nome Amatlán significa in lingua nahuatl luogo ricco di fichi.